# Proctacanthus heros
Proctacanthus heros är en tvåvingeart som först beskrevs av Christian Rudolph Wilhelm Wiedemann 1828.  Proctacanthus heros ingår i släktet Proctacanthus och familjen rovflugor. Inga underarter finns listade i Catalogue of Life.